# A Temperamental Wife
A Temperamental Wife er en amerikansk stumfilm fra 1919 af David Kirkland.

## Medvirkende
- Constance Talmadge som Billie Billings
- Wyndham Standing som Newton
- Ben Hendricks som Wise
- Eulalie Jensen som Smith
- Armand Kaliz som Tosoff de Zoolac